# Darwin Medal

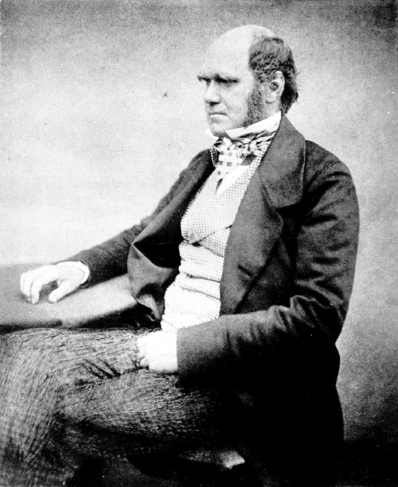
Charles Darwin

De Darwin Medal is een wetenschapsprijs die eens in de twee jaar door de Royal Society of London wordt uitgereikt. Om ervoor in aanmerking te komen moet een persoon een onderscheidende bijdrage leveren in het werkgebied van Charles Darwin. Met name bijdragen op de gebieden van evolutiebiologie, populatiebiologie, organismale biologie en biodiversiteit komen in aanmerking. De prijs bestaat uit een zilveren medaille en £1000,-
- Zie ook : Darwin-Wallace Medal

## Winnaars
- 1890 Alfred Russel Wallace
- 1892 Joseph Dalton Hooker
- 1894 Thomas Henry Huxley
- 1896 Giovanni Battista Grassi
- 1898 Karl Pearson
- 1900 Ernst Haeckel
- 1902 Francis Galton
- 1904 William Bateson
- 1906 Hugo de Vries
- 1908 August Weismann
- 1910 Roland Trimen
- 1912 Francis Darwin
- 1914 Edward Bagnall Poulton
- 1916 Yves Delage
- 1918 Henry Fairfield Osborn
- 1920 Rowland H. Biffen
- 1922 Reginald C. Punnett
- 1924 Thomas Hunt Morgan
- 1926 Dukinfield Henry Scott
- 1928 Leonard Cockayne
- 1930 Johannes Schmidt
- 1932 Carl Erich Correns

- 1934 Albert Charles Seward
- 1936 Edgar Johnson Allen
- 1938 Frederick Orpen Bower
- 1940 James Peter Hill
- 1942 D.M.S. Watson
- 1944 John Stanley Gardiner
- 1946 D'Arcy Thompson
- 1948 Ronald Fisher
- 1950 Felix Eugen Fritsch
- 1952 J.B.S. Haldane
- 1954 E.B. Ford
- 1956 Julian Sorell Huxley
- 1958 Gavin de Beer
- 1960 Edred John Henry Corner
- 1962 George Gaylord Simpson
- 1964 Kenneth Mather
- 1966 Harold Munro Fox
- 1968 Maurice Yonge
- 1970 Charles Sutherland Elton
- 1972 David Lack
- 1974 Philip Sheppard
- 1976 Charlotte Auerbach

- 1978 Guido Pontecorvo
- 1980 Sewall Wright
- 1982 John Heslop Harrison en Yolande Heslop Harrison
- 1984 Ernst Mayr
- 1986 John Maynard Smith
- 1988 W.D. Hamilton
- 1990 John Harper
- 1992 Motoo Kimura
- 1994 Peter Lawrence
- 1996 John Sulston
- 1998 Michael Gale en Graham Moore
- 2000 Brian Charlesworth
- 2002 Peter en Rosemary Grant
- 2004 Enrico Coen en Rosemary Carpenter
- 2006 Nick Barton
- 2008 Geoffrey Parker
- 2010 Bryan Clarke
- 2012 Timothy Clutton-Brock
- 2014 John Sutherland
- 2016 Caroline Dean

- 2018 William Hill
- 2019 Peter Holland
- 2020 Robert A. Martienssen
- 2021 Dolph Schluter
- 2022 Martin Embley
- 2023 Peter Campbell
- 2024 Paul M. Sharp